# Ferid Murad

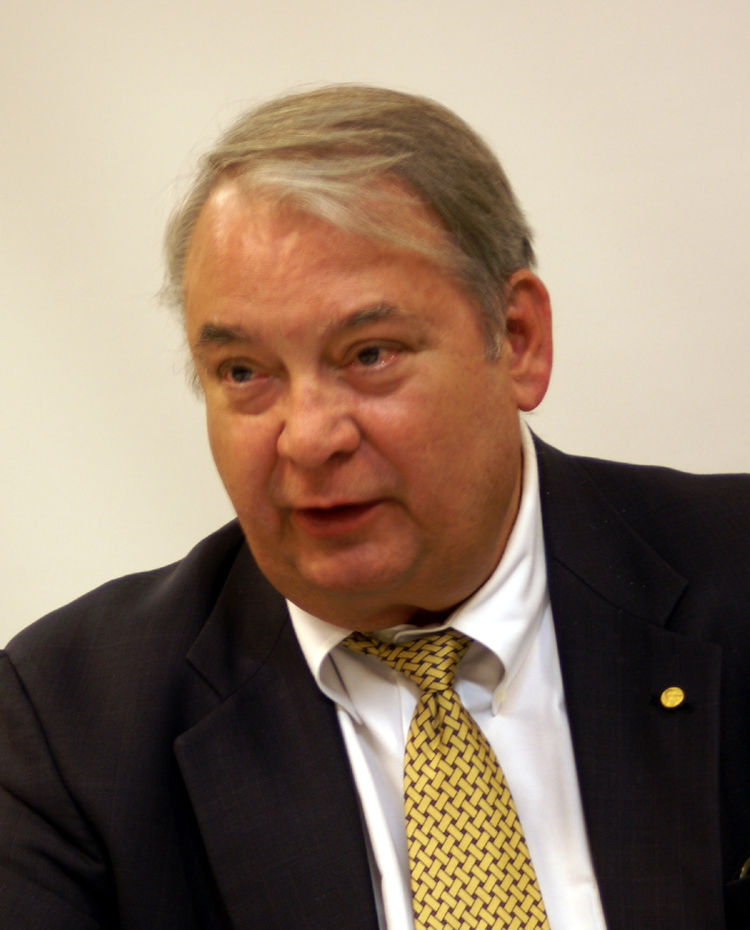
Ferid Murad (2008)

Ferid Murad (* 14. September 1936 in Whiting in der heutigen Metropolregion Chicago, Indiana; † 4. September 2023 in Menlo Park, Kalifornien) war ein US-amerikanischer Mediziner, Pharmakologe und Hochschullehrer, der für die Mitentdeckung des zellularen Botenstoffs Stickstoffmonoxid 1998 den Nobelpreis für Medizin erhielt.

## Leben
Murad, Sohn von Jabir Murat, eines albanischen Einwanderers aus Gostivar in Nordmazedonien, und einer US-Bürgerin, studierte an der DePauw University in Indiana und der Case Western Reserve University in Cleveland (Ohio), wo er 1965 in Medizin und Pharmakologie promovierte. Er ging an die Universität von Virginia, wo er 1970 Professor wurde. 1981 wechselte er an die Stanford-Universität. Als er den Nobelpreis erhielt, arbeitete er am Department of Integrative Biology (Abteilung für Integrative Biologie) der Universität von Texas in Houston. Murad war Direktor des Institute of Molecular Medicine (Institut für Molekulare Medizin) und Inhaber des John-S.-Dunn-Lehrstuhls für Physiologie und Medizin an dieser Universität.
Er war ab 1997 Mitglied der National Academy of Sciences und ab 2000 Mitglied der American Academy of Arts and Sciences.
Murads Hauptforschungsgebiet war zunächst die Aktivierung des Enzyms Guanylatzyklase, das an der Regulation des Herz-Kreislaufsystems beteiligt ist. Er konnte zeigen, dass die Wirkung einer Reihe von gefäßerweiternden Medikamenten, die durch dieses Enzym vermittelt wird, auf der Freisetzung von Stickstoffmonoxid (NO) beruht. Robert F. Furchgott zeigte unabhängig von Murad, dass Blutgefäße selbst eine von ihm EDRF (Endothelium-derived relaxing Factor, etwa: aus dem Endothel stammender gefäßerweiternder Faktor) genannte Substanz bilden. Murad konnte schließlich zeitgleich mit dem unabhängig von ihm arbeitenden Louis J. Ignarro zeigen, dass es sich bei EDRF um Stickstoffmonoxid oder eine nahe verwandte Spezies handelt.
Der Arbeitsgruppe von Murad gelang es später auch, das Enzym NO-Synthase zu isolieren, das Stickstoffmonoxid in den Blutgefäßen bildet und dort eine Erweiterung und Entspannung der Gefäße bewirkt. Für diese Entdeckungen erhielten die drei Forscher 1998 gemeinsam den Nobelpreis für Physiologie oder Medizin. Murad und Furchgott war für diese Forschung bereits 1996 der Albert Lasker Award for Basic Medical Research zuerkannt worden. In späteren Arbeiten befasste sich Murad mit weiteren Aspekten der Kreislaufregulation durch Botenstoffe auf molekularer Ebene.
Es gab nach der Verleihung des Nobelpreises Kritik an der Entscheidung der Preisvergabe, da das Komitee dem honduranischen Wissenschaftler Salvador Moncada keinen Teil des Preises zuerkannt hatte, der unabhängig von den Preisträgern zu denselben Ergebnissen gekommen war wie Ignarro.
Im September 2023 starb Murad im Alter von 86 Jahren in Menlo Park.